# Goodbye (DJ-Feder-Lied)
Goodbye ist die Debütsingle des französischen Deep-House-DJ und -Produzenten Feder (eigentlich: Hadrien Federiconi), gesungen von der Sängerin Lyse (Anne-Lyse Blanc), die 2015 veröffentlicht wurde. In DJ Feders Heimatland Frankreich wurde die Single zum Nummer-1-Hit. Das Lied ist 3:24 lang.

## Song und Musikvideo
Der Song thematisiert das Gefühl des Verlassenwerdens. Eine junge Frau erkennt, zu viel Zeit mit einem Jungen verschwendet zu haben und lebt nun ihr eigenes Leben. Im Musikvideo erkennt man Frauen auf Rache-Tour, so hängt eine Frau Schmäh-Plakate auf, eine andere besprüht ein Auto und demoliert eine Wohnung, eine andere zertrümmert ihren Ring mit einem Hammer.

## Rezeption

### Kritiken
Der Stern schreibt im Musik-Tipp der Woche: „Coole Dance-Beats - die Rachetipps gibt's inklusive.“

### Chartplatzierungen
| ChartsChartplatzierungen | Höchstplatzierung | Wochen |
| ------------------------ | ----------------- | ------ |
| Deutschland (GfK)        | 8 (31 Wo.)        | 31     |
| Frankreich (SNEP)        | 1 (81 Wo.)        | 81     |
| Österreich (Ö3)          | 6 (31 Wo.)        | 31     |
| Schweiz (IFPI)           | 1 (31 Wo.)        | 31     |

| ChartsJahrescharts (2015) | Platzierung |
| ------------------------- | ----------- |
| Deutschland (GfK)         | 39          |
| Frankreich (SNEP)         | 6           |
| Österreich (Ö3)           | 31          |
| Schweiz (IFPI)            | 15          |

| ChartsJahrescharts (2016) | Platzierung |
| ------------------------- | ----------- |
| Frankreich (SNEP)         | 172         |

### Auszeichnungen für Musikverkäufe
| Land/Region          | Auszeichnungen für Musikverkäufe (Land/Region, Auszeichnung, Verkäufe) | Verkäufe |
| -------------------- | ---------------------------------------------------------------------- | -------- |
| Belgien (BRMA)       | Platin                                                                 | 30.000   |
| Deutschland (BVMI)   | Platin                                                                 | 400.000  |
| Frankreich (SNEP)    | Gold                                                                   | 66.666   |
| Italien (FIMI)       | Platin                                                                 | 50.000   |
| Niederlande (NVPI)   | Platin                                                                 | 30.000   |
| Österreich (IFPI)    | Gold                                                                   | 15.000   |
| Polen (ZPAV)         | Gold                                                                   | 25.000   |
| Schweiz (IFPI)       | Platin                                                                 | 30.000   |
| Spanien (Promusicae) | Gold                                                                   | 20.000   |
| Insgesamt            | 4× Gold · 5× Platin ·                                                  | 666.666  |